# Которски фестивал позоришта за децу
Которски фестивал позоришта за децу је манифестација културе од посебног националног значаја у Црној Гори. Одржава се првих дванаест дана јула сваке године у Котору од 1993. године када је основан. Организују бесплатне представе, филмове, изложбе, концерте, плесове, уметничке инсталације и радионице. До сада броје 25.000 деце и одраслих уметника из четрдесет и осам земаља на преко педесет локација у Котору и пола милиона гледаоца.

## Историјат
Которски фестивал позоришта за децу је основан 1993. године током рата у Југославији на месту недалеко од зграде Которског позоришта у којем је 1829. изведена прва позоришна представа за децу на Балкану. Основан је са циљем да предводи развој позоришне уметности за децу и младе у региону, инклузију деце и младих из друштвено рањивих група, волонтеризам, интеркултуралност, ангажованост и активизам, да образује и просвећује децу и младе кроз и за уметност, да подстиче и афирмише уметничко стваралаштво деце и младих, да промовише и развија укупну уметничку сцену у Црној Гори намењену младој публици и са тежњом да „позориште врати у средиште друштва”. Фестивал се одржава првих дванаест дана јула сваке године, почиње традиционалном предајом кључева градоначелника Котора деци: Александра Угринић 1993, Милош Милић 1994, Анита Капетановић 1995, Бојан Радуловић 1996, Тина Бјелобрковић 1997, Љиљана Дончић 1998, Никола Драшковић 1999, Ања Аврамовић 2000, Данијел Кривокапић 2001, Вања Ђуровић 2002, Лука Лазовић 2003, Јована Гојковић 2004, Анет Маровић 2005, Сара Ђуровић 2006, Ања Каловић 2007, Катја Фабиан 2008, Иван Франовић 2009, Ива Малешевић 2010, Драган Марковић 2011, Крсто Кустудић 2012, Милица Кашћелан 2013, Ђорђа Чоло 2014, Анастасија Средојевић 2015, Стасија Перовић 2016, Ања Јовановић 2017, Лука Ковачевић 2018. и Кристина Миљеновић 2019. године. Затвара се свечаном доделом награда најбољима по мишљењу дечијег жирија, жирија града и стручног жирија у осам категорија: награда за најбољу представу, режију, креативни рад, изврсну изведбу, кореографију, естетику позоришне игре, музику и истраживање сценског језика. На свечаном затварању је 2022. најављено и оснивање ЈУ Позоришта за децу у Котору.
Представе у продукцији Которског фестивала позоришта за децу су Царево ново одело или је ли то цар го? и Гуливер 2012, Његош за дјецу: како расту велики људи 2013, Кинез 2014, Кавез и Да Да Шекспир 2016, Лагарије и Иво Визин: Капетан од снова 2018. године. Издавачи су књига Ђир по Котору, Како расту велики људи, Трема, Пола порције у пола цијене и Иво Визин: Капетан од снова. Њихове уметничких инсталација су Фестивалски престо, Друга клупа од врата, Златна рибица, Риба риби гризе реп, 20.000 милиметара под морем, Галеб Џонатан, Гуливеров веш, Пут на Мјесец, Ћакуле, Маслачак, Добро дошли у град дјеце, Метле без вјештице, Змај од гурдића, Чаробна лампа, Пронађи фоку, Магарећа клупа, Све је стало само дјеца расту, Чесма од пластике, Риба прве класе, Воћка чудновата, Јато, Невидљиви човјек, Жмурке и Гуливер.
Директор Которског фестивала позоришта за децу је Петар Пејаковић, административни и пословни менаџер је Наташа Ристељић, председница Управног одбора фондације је Катица Бркановић, чланови Одбора су Весна Момчиловић, Татјана Конданари, Катарина Матовић и Милош Џудовић, а чланови Уметничког одбора и секција су Далија Аћин Тхеландер, Петар Пејаковић, Марија Бацковић, Марина Дуловић и Маја Гргуровић.

## Химна
Текстописац химне Которског фестивала позоришта за децу је Дубравка Јовановић:
Градили ме преци

да се дајем дјеци.

Машна, шешир и кравата,

отвара вам Котор врата.

Котор, Котор, брод љубави,

дјеца на њем’ кормилари.

Дјевојчице и дјечаци,

глумци, лутке и пајаци,

свуда машта игром скита

у граду се дијете пита.

Котор, Котор, брод љубави,

дјеца на њем’ кормилари.

Кључеве од старог града

прима дјечија рука сада,

да откључа срца мала

за све дане фестивала.

Котор, Котор, брод љубави,

дјеца на њем’ кормилари.
Песме фестивала су и Которски реп (текстописац Бранко Милићевић Коцкица) и Галебова стена (текстописци Бранислав и Зое Радовановић).